# Gods and Monsters (I Am Kloot)
Gods and Monsters è il terzo album degli I Am Kloot, pubblicato l'11 aprile 2005. Ha raggiunto la posizione n.74 nelle classifiche britanniche.

## Tracce
1. No Direction Home – 2:34
2. Gods and Monsters – 2:04
3. Over My Shoulder – 2:57
4. Ordinary Girl – 3:06
5. Stars Look Familiar – 3:47
6. Strange Without You – 2:27
7. Astray – 1:41
8. Hong Kong Lullaby – 2:10
9. Sand and Glue – 4:06
10. Avenue of Hope – 4:41
11. Dead Men's Cigarettes – 2:50
12. Coincidence – 2:39
13. I Believe – 4:54

## Credits
- John Harold Arnold Bramwell – Testi, voce, chitarre
- Peter Jobson – Basso, slide guitar, voce, pianoforte, organo
- Andy Hargreaves – Batteria, percussioni, glockenspiel
- Robert Marsh – Tromba
- Dan Broad – Engineer
- Norman McLeod – Pedal Steel
- Joe Robinson – Produttore, mixing